# Juniperus formosana
Juniperus formosana (яловець формозький) — вид хвойних рослин родини кипарисових.

## Поширення, екологія
Країни проживання: Китай (Аньхой, Фуцзянь, Ганьсу, Гуйчжоу, Хубей, Хунань, Цзянсу, Цзянсі, Цинхай, Шеньсі, Сичуань, Тибет, Юньнань, Чжецзян); Тайвань, провінція Китаю. Росте у хвойному лісі, вторинному хвойному лісі, і (субальпійських) луках, на великих висотах переважно на пд. і пд.-зх. схилах серед чагарників і трав, а також у відкритих районах широколистих лісів на сухих, кам'янистих ґрунтах. Висотний діапазон становить від 400 м до 3830 м над рівнем моря і збільшується зі сходу на захід. Цей вид росте з Pinus, Picea, Abies, Tsuga, Juniperus squamata, Rhododendron, численними покритонасінними деревами і чагарниками, і з травами. Зростає на всіх типах гірських порід, від вапняку і сланцю до граніту.

## Морфологія
Дерево до 15(25) м, часто з кількома стовбурами. Кора коричнева, волокниста, відлущується смугами. Крона конічна. Гілки розлогі чи спрямовані вгору. Листя голчасте, 12–15 мм завдовжки, шириною близько 2 мм, з 2 білими жилковими смугах зверху. Плоди від оранжевого до темно-червоно-коричневого кольору, від кулястої до широко яйцеподібної форми, 8 мм в поперечнику, з 3 борознами зверху, в кожному плоді є 3 довгасто-яйцеподібні, трикутні насінини.

## Використання
Застосування не було записане для цього виду. Вид є у культивуванні.

## Загрози та охорона
Ніяких конкретних загроз не було визначено для цього виду. Цей вид трапляється в кількох ПОТ.